# Ion Hristu
Ion Hristu (n. 27 noiembrie 1943) este un fost deputat român în legislatura 1992-1996, ales în județul Constanța. Ion Hristu a aparținut de PRM până în aprilie 1993, când a devenit deputat independent. Ion Hristu a fost exclus din PRM în 1993.